# پیر تیولون
پیر تیولون (فرانسوی: Pierre Thiolon‎; ۱۷ ژانویهٔ ۱۹۲۷ – ۱۴ آوریل ۲۰۱۴) بازیکن بسکتبال اهل فرانسه بود.